# Acacia harmandiana
Acacia harmandiana é uma espécie de leguminosa do gênero Acacia, pertencente à família Fabaceae.